# Widzialna ciemność
Widzialna ciemność (tytuł oryginału ang. Darkness Visible) – powieść autorstwa Williama Goldinga z 1979. Pierwsze polskie wydanie ukazało się w 1986 (Czytelnik). 
Powieść rozpoczyna się opisem pożaru Londynu wywołanego niemieckim atakiem rakietowym w czasie II wojny światowej. Z ognia wyłoniła się postać chłopca, o którego pochodzeniu nie było nic wiadomo (wziął się z ognia). Na twarzy pozostała mu na całe życie odrażająca dla otoczenia blizna, przez co jest wykluczony społecznie. Ucieczkę od codzienności znajduje w Biblii, gdzie odnajduje własną tożsamość i sens istnienia. 
Autor podkreśla w swoim dziele dwoistość natury ludzkiej obracając się w tematyce społeczno-moralnej. Po raz pierwszy w swojej twórczości przenosi walkę dobra ze złem do czasów współczesnych. Postacie sportretowane w książce mają wieloznaczną symbolikę. Wizja świata jest tu obrazem zagłady w duchu biblijnej Apokalipsy.